# Tatort: Sonne und Sturm
Sonne und Sturm ist ein Fernsehfilm aus der Kriminalreihe Tatort der ARD und des ORF. Der Film wurde vom Norddeutschen Rundfunk produziert und am 2. November 2003 erstmals im Fernsehen ausgestrahlt. Es handelt sich um die Tatort-Folge 545. Ihr dritter Fall führt Kriminalhauptkommissarin Charlotte Lindholm (Maria Furtwängler) in den fiktiven Ort Nordersiel, aus dem sie ein unheilschwangerer Hilferuf erreichte.

## Handlung
Kriminalhauptkommissarin Charlotte Lindholm, Sonderermittlerin beim Landeskriminalamt Niedersachsen, erhält einen Briefumschlag, in dem sich eine Postkarte aus dem Fischerdorf Nordersiel und ein Kraftriegel mit dem Aufdruck „Forte“ befinden. Auf der Postkarte steht: „Kommen Sie schnell – sonst Mord!“ Die Kommissarin lässt den Riegel sofort analysieren und liegt mit ihrer Vermutung, dass er vergiftet ist, richtig. Lindholm will wissen, was es mit Karte und Riegel auf sich hat und begibt sich nach Nordersiel. Ihr Mitbewohner Martin zeigt sich besorgt über ihren Entschluss.
Auf Nordersiel lebt das Ehepaar Jellinek mit seiner erwachsenen Tochter Sandra. Roland Jellinek ist ein jähzorniger Mann, der seine Frau schlägt und unter Druck setzt. Zusammen mit Wolfgang Surdrup betreibt Jellinek ein kleines Unternehmen. Als Surdrup ohne ersichtlichen Grund plötzlich zusammenbricht, stellt man eine Vergiftung bei ihm fest. Inzwischen ist Lindholm in Nordersiel und quartiert sich in der „Pension Inge“ ein. Dort erfährt sie auch von Surdrups Vergiftung. Im Krankenhaus erzählt ihr Surdrup, dass er jene Kraftriegel noch nie gegessen habe, aber sein Partner Jellinek nehme sie massenhaft zu sich und ergänzt, dass er gesehen habe, wie der Heilpraktiker Christian Praetorius sich Riegel eingesteckt habe. Von Jellinek erfährt die Kommissarin, dass er die Forte-Riegel im Fachhandel in Aurich beziehe. Auf ihre Frage, ob er Feinde habe, verweist er auf Praetorius, der seiner Frau nachstelle. Auf seine Ehe angesprochen, erwidert er, dass es mit der Ehe wie mit dem Wetter an der Küste sei, mal Sonne, mal Sturm.
Als Lindholm am anderen Morgen ihre Pension verlässt, findet sie an ihrem Fahrrad einen Zettel mit der Aufschrift: „Gift auf Jellineks Kutter.“ Von Kriminaltechniker Mayer erfährt die Kommissarin, dass neben Resten des Kraftriegels auch Spuren des Giftes im Mageninhalt von Surdrup gefunden worden sind. Die Kommissarin bittet nun auch Praetorius, der ihr irgendwie bekannt vorkommt, den ominösen Satz zu schreiben. Auch er wurde von Surdrup wegen eines angeblichen Behandlungsfehlers verklagt, ist sich aber sicher, dass er den Prozess gewinnen werde. Praetorius erhält einen Anruf von Nynke Jellinek, die von ihrer Angst spricht und dass er das niemals hätte tun dürfen. Kurz darauf nimmt Lindholm Jellinek vorläufig fest.
In einem Gespräch mit Sonja Praetorius erfährt die Kommissarin, dass sie einen verstecken Kraftriegel gefunden und sich darüber sehr gewundert habe, da man normalerweise so etwas doch nicht verstecke. Der sei dann aber urplötzlich verschwunden gewesen. Sie deutet an, wie sehr sie darunter leide, dass ihr Mann sich soviel mit Nynke Jellinek abgebe und verfällt dabei in Ironie. Kurz nach diesem Gespräch stößt Lindholm in der kleinen Ortskirche auf Sandra Jellinek, die ihr erzählt, dass ihr Vater Menschen wie Dreck behandele und ganz besonders ihre Mutter. Auf Nachfrage, meint sie, dass sie ihrem Vater alles zutraue. Im Krankenhaus erfährt die Kommissarin, dass es für Surdrup keine Rettung mehr gibt. Während Praetorius von seiner Frau einen Scheidungsantrag präsentiert bekommt und sie ihn wissen lässt, dass sie wünsche, dass er ausziehe, da das Haus ja sowieso ihr gehöre, will Sandra, dass ihre Mutter den Vater endlich verlässt. Nynke Jellinek klagt ihre Tochter an, ob sie nicht sehe, wohin ihr Hass die Familie noch führe. Weinend bricht sie dann auf ihrem Bett zusammen und stammelt: „Wieso wisst ihr immer alle besser, was gut für mich ist, als ich selbst?“
Einige Zeit später sitzt Lindholm an Surdrups Sterbebett. Er hat sonst niemanden. Als die Kommissarin in die Pension zurückkommt, ist Martin da. Charlotte weint. Der Fall erinnert sie an den Tod ihrer besten Freundin Nadja, die ihr auch einmal eine Postkarte schickte und um Hilfe bat. Auch damals kam sie zu spät.
In einem anberaumten Haftprüfungstermin fasst die Kommissarin ihre Ermittlungen zusammen: 1. Das Gift aus allen Kraftriegeln stammt aus der Tube, die auf dem Schiff von Jellinek sichergestellt wurde. 2. Die Kraftriegel in seinem Fitnesskeller waren ebenfalls vergiftet und sollten dort wohl zwischengelagert werden. 3. Die in Jellineks Tasche sichergestellte Spritze enthielt das Gift ebenfalls. Wie sich wenig später herausstellt, lag Lindholm mit ihrer Vermutung, Praetorius irgendwoher zu kennen, richtig, sie hatten seinerzeit vor Jahren dieselbe Vorlesung besucht. Unter den Studenten wurde er damals nur „Grille“ gerufen und er hat von der Sache mit Nadja gewusst. Zur selben Zeit wird Nynke Jellinek von Praetorius gewaltig vor den Kopf gestoßen, als sie ihm voller Freude erzählt, dass sie sich von ihrem Mann getrennt habe. Eine Trennung von seiner Frau käme für ihn nicht in Frage, denn dann sei er fertig.
Als Lindholm ihren ehemaligen Kommilitonen befragt, gibt er zu, dass er ihr die Postkarte geschickt habe. Er wisse aber nicht, wer Surdrup umgebracht habe. Dass er wegen des von Surdrup initiierten Prozesses ein Motiv hätte, weist er von sich. Lindholm meint, wenn er rechtzeitig zur Polizei gegangen wäre, könnte Surdrup noch leben. Er könne froh sein, wenn er ohne eine Anklage wegen Beihilfe zum Mord davonkomme. Im Anschluss daran sucht die Kommissarin Jellinek in seiner Zelle auf und erzählt ihm, dass Surdrup tot ist. Tatsächlich bringt sie ihn dazu, ihr zu gestehen, dass er den fraglichen Riegel in Surdrups Müsli gebröselt habe. Aber er habe doch nicht gewusst, was in dem Riegel gewesen sei. Als er hineingebissen habe, habe er nur bemerkt, dass er komisch schmecke und den Bissen ausgespuckt. Er habe Surdrup verdächtigt, ihm einen Streich spielen zu wollen, da dieser sich doch immer wieder Schikanen für ihn ausgedacht habe. Auf ihn komme nun ein Verfahren wegen fahrlässiger Tötung zu, meint Lindholm und stellt die Frage in den Raum, wer ihn wohl so sehr hasse. Jellineks Antwort ist ein verzweifeltes: „Ich weiß es doch nicht.“
Nynke Jellinek hat ein Geständnis geschrieben und will sich vom Leuchtturm stürzen, was Lindholm im letzten Moment verhindern kann. Mit Martins Hilfe ermittelt Charlotte sodann, dass Sandra sich Einwegspritzen übers Internet besorgt hat. Sie hasst ihren Vater abgrundtief und wollte um jeden Preis, dass ihre Mutter ihn verlässt. Mit Hilfe dieser Spritzen wollte sie dem Vater einen Mord anhängen, nachdem ihr ursprünglicher Plan misslungen war. Sie habe es nicht mehr mit ansehen können, wie er ihre Mutter misshandelt und erniedrigt habe. So habe sie beschlossen, ihn umzubringen. Als das schiefgelaufen sei, habe sie die Spritze in seiner Tasche und die Tube auf seinem Schiff versteckt, um den Verdacht auf ihren Vater zu lenken. Sie habe ihr dann auch den Zettel ans Fahrrad geklemmt. Ihre Mutter habe das alles verhindern wollen und Praetorius um Hilfe gebeten. Sandra lässt sich nicht davon abbringen, dass sie das alles doch ihrer Mutter zuliebe getan habe. Als Lindholm ihr vorhält, dass sie seelenruhig zugesehen habe, als ihre Mutter die Schuld auf sich genommen habe, erwidert die junge Frau trotzig, dass die Mutter im Gefängnis doch wenigstens sicher vor dem Vater gewesen wäre. Charlotte und Martin sehen sich wortlos an, als Sandra dann noch klagend wissen will: „Und wer kümmert sich jetzt um meine Mutter?“

## Produktion und Hintergrund
Gedreht wurde von Anfang März bis Mitte April 2003 unter anderem in Norden in Ostfriesland (in der Schwanenapotheke), am Pilsumer Leuchtturm, in Greetsiel an der Nordsee sowie in der Teestube „Is Teetied“ im Hafengebiet.
Arbeitstitel dieser Folge war Abhängig. Produktionssender ist der Norddeutsche Rundfunk, Produktionsfirma Studio Hamburg. Die Redaktion lag bei Doris J. Heinze.

## Rezeption

### Einschaltquote
Der Film konnte bei seiner Erstausstrahlung 8,68 Mio. Zuschauer an sich binden, was einem Marktanteil von 23,9 % entsprach.

### Kritik
TV Spielfilm zeigte mit dem Daumen nach oben, gab für Humor, Anspruch und Action je einen von drei Punkten, für Spannung zwei. Zusammengefasst lautete das Urteil: „Giftig-guter Nordsee-Krimi, klasse gespielt.“
Der Kritiker Rainer Tittelbach befand, dass das Buch „einige undichte Stellen“ habe, der Film sich aber „Dank eines tollen Ensembles geschickt über die Runden tricks[e]“. Tittelbach führte weiter aus, dass auch dem dritten Tatort mit Maria Furtwängler die Provinz ihren Stempel aufdrücke. „Regisseur Thomas Jauch näher[e] sich der Fremde und ihren eigenwilligen Charakteren zunächst atmosphärisch. Mit dem Blick der Kommissarin dring[e] der Zuschauer ein in eine Welt des Klatsches, der Missgunst und wohlfeiler Kalendersprüche.“
Die Berliner Zeitung schrieb, dass ein „gut gespielter, manchmal allerdings ein wenig konstruierter Fall, in dem die Ermittlerin einmal mehr zeig[e], dass sie den für ihr Geschäft richtigen Riecher besitz[e], dem selbst eine frische Nordsee-Brise nichts vormachen [könne],“ entstanden sei.